# Idaea zephyrata
Idaea zephyrata là một loài bướm đêm trong họ Geometridae.